# 尾崎仁彦
尾崎 仁彦（おざき きみひこ、1972年7月11日 - ）は、日本のプロレスのリングアナウンサー。東京都杉並区出身。

## 経歴
2002年9月1日、アルバイトとして新日本に入社。
その後、契約社員を経て正社員に登用される。
リングアナウンサーとしてのデビューは、2006年9月12日、山形県山形市総合スポーツセンター大会。
その後、トレーニングを受け、2007年より全ての大会のリングアナを務める。
その他に記者会見、イベント等の進行役や選手バスの運転手も務めている。
2022年1月17日の自身のTwitter投稿で、同月29日の後楽園ホール大会を最後に新日本を退職することを公表したが、新型コロナウイルス感染症の影響により中止となったため、2月7日の後楽園大会で改めて最後のリングコールを行った。
2024年10月、キッチンカー「SHOMI-AN SECOND GENERATION（二代目 松味庵）」を開業し、西荻窪を中心に、新日本両国大会などでは両国付近に開店することもある。

## エピソード
- 2009年、スーパーJカップでは男色ディーノ（DDT）にディープキスされる。
- 2010年、矢野通に襲撃を受けて髪を切られる。
- バッドラック・ファレに一時期、コール時に襲われていた（阿部誠アナも同様）。理由は不明だが、一説によると原因は尾崎アナがファレとタマ・トンガを間違えた事ではないかとの事である[4]。